# 이성근 (1938년)
이성근(李聖根, 1938년 11월 13일~2017년 7월 10일)은 대한민국의 정치학자, 정치인이다. 제9·10대 국회의원을 지냈다. 본관은 전주이다.

## 학력
- 연세대학교 정치외교학과 학사 졸업
- 필리핀 국립대학교 대학원 정치학과 정치학 석사 졸업
- 일본 도쿄 대학교 대학원 국제관계사회학과 사회과학 박사 졸업

### 명예 박사 학위
- 미국 오클랜드 대학교 명예 문학박사
- 러시아 국립학술원 명예 정치학 박사

## 약력
- 국토통일원 상임연구위원
- 서울대학교 신문대학원, 연세대학교 대학원 강사
- 고려대학교 전임교수
- 명지대학교 교양학부장 및 사회과학연구소장
- 1976년 ~ 1979년 : 제9대 국회의원 (유신정우회)
- 1979년 ~ 1980년 : 제10대 국회의원 (유신정우회)
- 배재대학교 초대, 3대 총장
- 한국대학교육협의회 부회장 및 전국사립대학총학장회 회장
- 한성대학교 총장

## 역대 선거 결과
|  | 0% |

|  | 0% |